# Atilio Herrera
Atilio Raúl Herrera (Buenos Aires, Argentina, 21 de enero de 1951) es un exfutbolista argentino. Jugaba como defensa y militó en diversos clubes de Argentina y Chile. 

## Biografía
Sus comienzos fueron en las divisiones inferiores de Boca Juniors, pero debutó en el profesionalismo en River Plate, también jugó en Estudiantes de Buenos Aires y en Huracán.
El año 1976 emigra a Chile donde se hizo muy conocido, por su paso por Colo-Colo, con el cual fue campeón del fútbol chileno en 1979. En ese año donde Colo Colo ganó el campeonato chileno, Herrera compartió plantel con jugadores como Carlos Caszely, Severino Vasconcelos, Leonardo Veliz y Oscar Wirth entre otros. Tras dejar el equipo albo, en 1981 jugó la Copa Polla Gol de dicha temporada para San Luis, mientras que el campeonato de Primera División jugó para Palestino.
El 8 de septiembre de 1981, recibió el decreto de nacionalización como ciudadano chileno.
Tras una temporada en Deportes Iquique, en 1983 llegaría a Rangers de Talca, motivado por un importante proyecto planteado por un club que requería de cambios luego de rozar el descenso el año anterior. En la institución rojinegra alcanzaría un muy buen nivel, siendo uno de los baluartes del equipo. Compartió plantel con destacados jugadores que marcaron esa década en el club como Rubens Nicola y Pablo Prieto. En 1985 quedaría a un paso de clasificar a la Copa Libertadores al quedar a un punto de Universidad Católica en la liguilla pre-libertadores de dicho año.
Tras 1986, deja el equipo talquino,regresa una temporada a Palestino. Tras anunciar su retiro del fútbol en 1988, en 1989 regresa a la práctica del fútbol por el San Miguel argentino. En 1991, vive su último año como futbolista profesional defendiendo a Magallanes de la primera B chilena.

## Clubes
| Club                        | País      | Año       |
| --------------------------- | --------- | --------- |
| River Plate                 | Argentina | 1971-1972 |
| Estudiantes de Buenos Aires | Argentina | 1973      |
| Huracán                     | Argentina | 1974-1975 |
| Colo-Colo                   | Chile     | 1976-1980 |
| San Luis                    | Chile     | 1981      |
| Palestino                   | Chile     | 1981      |
| Deportes Iquique            | Chile     | 1982      |
| Rangers                     | Chile     | 1983-1986 |
| Palestino                   | Chile     | 1987      |
| San Miguel                  | Argentina | 1989-1990 |
| Magallanes                  | Chile     | 1991      |

## Palmarés

### Campeonatos nacionales
| Título                    | Equipo    | País  | Año  |
| ------------------------- | --------- | ----- | ---- |
| Primera División de Chile | Colo-Colo | Chile | 1979 |

### Distinciones individuales
| Distinción                                                  | Año  |
| ----------------------------------------------------------- | ---- |
| Incluido en el equipo ideal de todos los tiempos de Rangers | 2002 |